# Třtice
Třtice (en allemand : Rohrbusch) est une commune du district de Rakovník, dans la région de Bohême-Centrale, en Tchéquie. Sa population s'élevait à 491 habitants en 2020.

## Géographie
Třtice se trouve à 4,5 km au nord-ouest de Nové Strašecí, à 13 km au nord-est de Rakovník et à 41 km à l'ouest-nord-ouest de Prague.
La commune est limitée par Bdín au nord, par Mšec à l'est, par Mšecké Žehrovice au sud et par Řevničov à l'ouest.

## Histoire
La première mention écrite de la localité date de 1352.

## Galerie

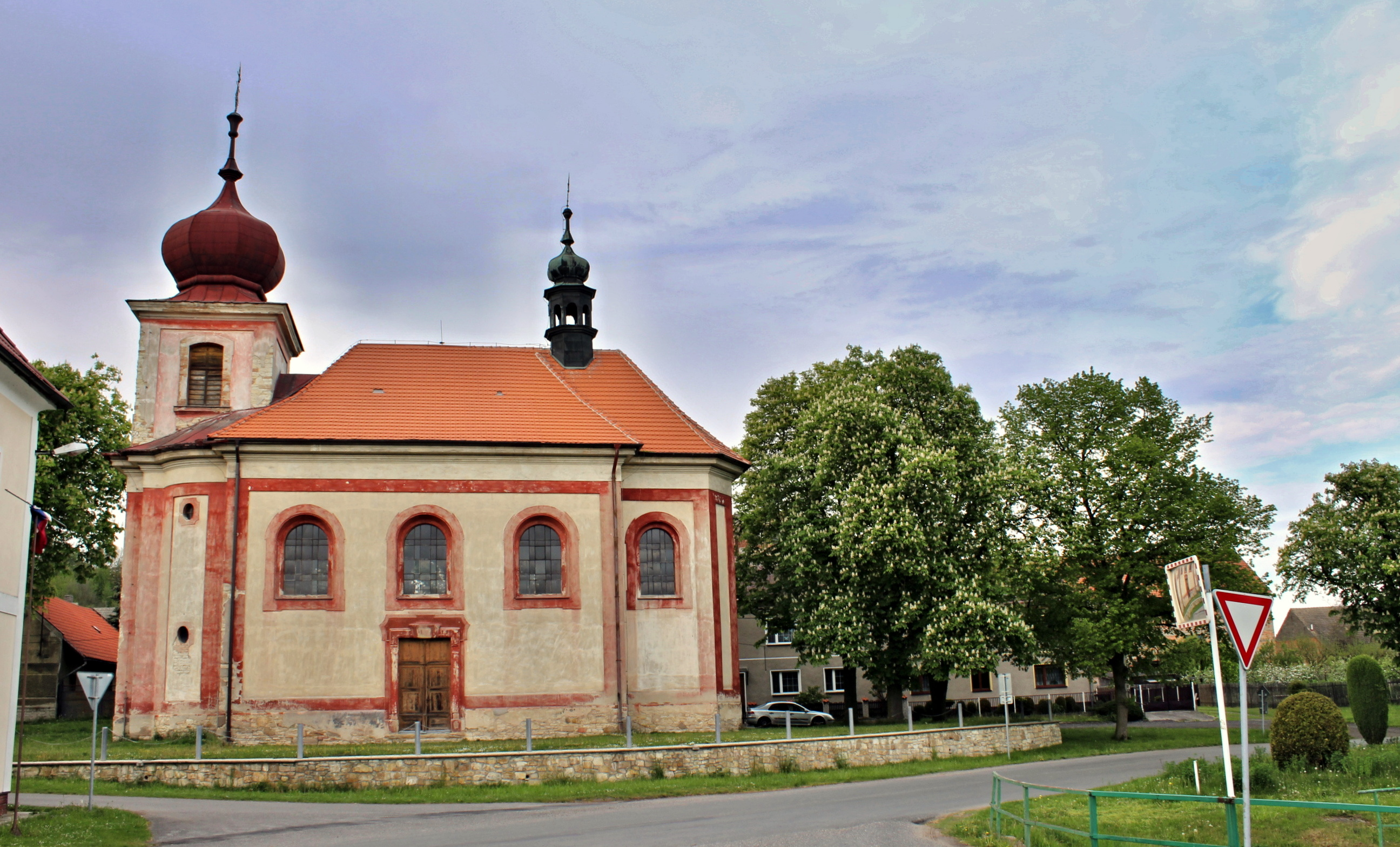
Église Saint-Nicolas.
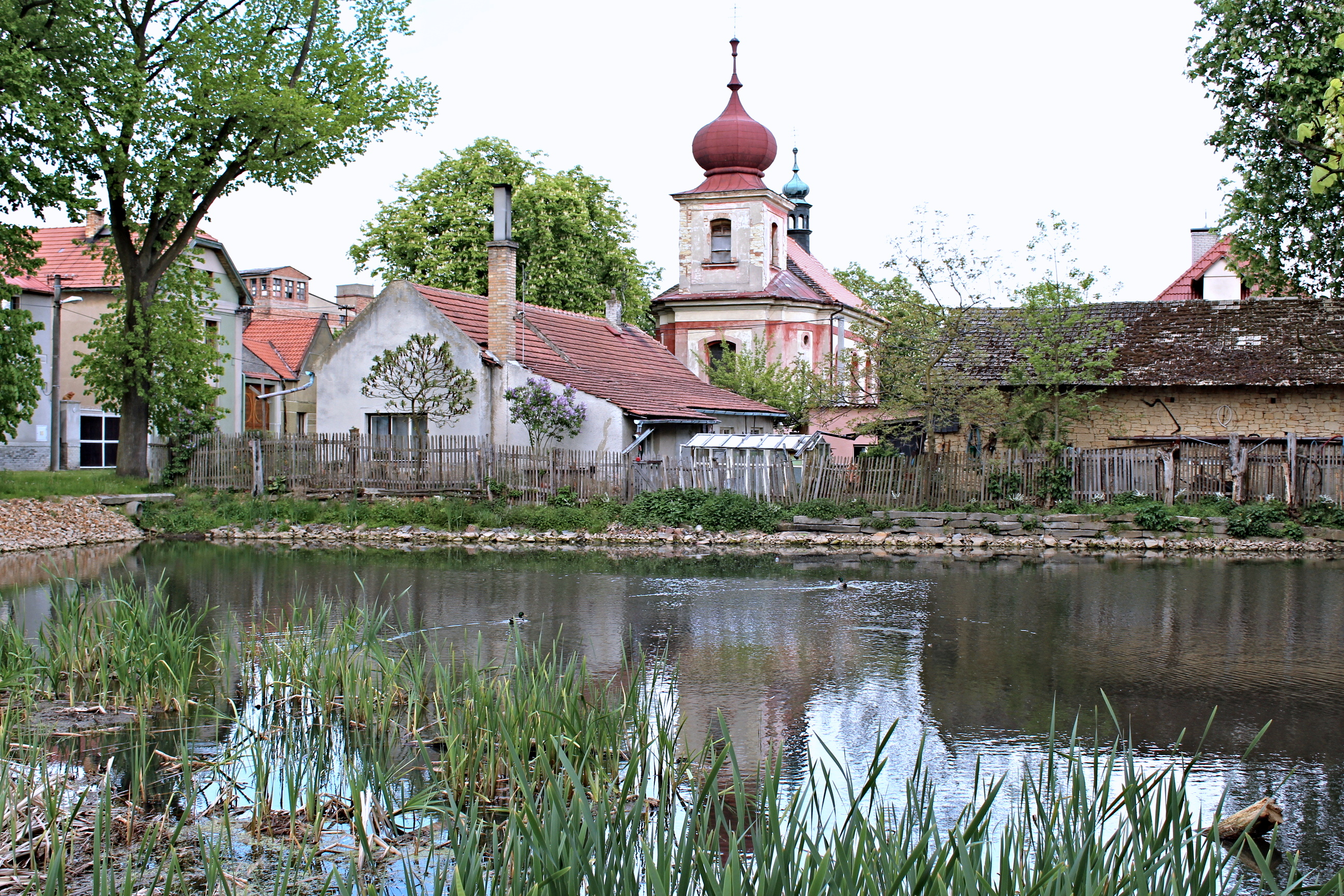
Třtice : l'étang.

## Transports
Par la route, Třtice se trouve à 5 km de Nové Strašecí, à 16 km de Rakovník et à 47 km du centre de Prague.